# Georgetown (Kentucky)
Georgetown è una città degli Stati Uniti d'America, nella contea di Scott, nello Stato del Kentucky.
La popolazione stimata nel 2019 era di 34.992 abitanti secondo lo United States Census Bureau. È la settima città per popolazione dello stato americano del Kentucky. È la sede della sua contea. Originariamente era chiamato Libano quando fu fondato dal reverendo Elijah Craig e fu ribattezzato nel 1790 in onore del presidente George Washington. È la sede del Georgetown College, un college privato di arti liberali. Georgetown fa parte dell'area statistica metropolitana di Lexington-Fayette, KY. Un tempo la città fungeva da campo di addestramento per i Cincinnati Bengals della NFL.
La crescita della città iniziò a metà degli anni '80, quando Toyota costruì la Toyota Motor Manufacturing Kentucky, il suo primo stabilimento interamente di proprietà negli Stati Uniti, a Georgetown. Lo stabilimento è stato inaugurato nel 1988; a partire dal 2020, costruisce le automobili Camry, Camry Hybrid, Avalon, Lexus ES e RAV4 Hybrid.

## Storia
I popoli nativi hanno vissuto lungo le rive dell'Elkhorn Creek in quella che oggi è la contea di Scott per almeno 15.000 anni. Al tempo dell'incontro europeo, lo storico popolo Shawnee occupava quest'area.
L'esplorazione anglo-americana può essere datata al tardo periodo coloniale e a una spedizione di rilevamento del giugno 1774 dalla contea di Fincastle, in Virginia, guidata dal colonnello John Floyd. Per il suo servizio militare, gli è stata concessa una richiesta di 1.000 acri (4,0 km2) nell'area dallo stato della Virginia. Lo chiamò Royal Spring ma non lo risolse. John McClellan fu il primo colono inglese a colonizzare l'area e vi stabilì la stazione di McClellan nel 1775, ma il complesso fu abbandonato a seguito di un attacco indiano il 29 dicembre 1776.
Nel 1782, il predicatore battista Elijah Craig guidò la sua congregazione nel sito dalla contea di Orange, in Virginia, e stabilì un nuovo insediamento che chiamò Libano. Questo fu incorporato dal legislatore della Virginia nel 1784. All'epoca, la Virginia rivendicò questo territorio sotto la sua carta coloniale. Craig stabilì alcuni dei primi mulini a ovest dei monti Appalachi lungo il Royal Spring Branch, dove produceva anche tessuti e carta. Fondò anche una distilleria nel 1789 e una scuola chiamata Rittenhouse Academy. Questo alla fine si sviluppò come Georgetown College.
Il nome della città fu cambiato in George Town in onore del presidente George Washington nel 1790. Quando il Kentucky divenne il quindicesimo stato degli Stati Uniti nel 1792 e formò la contea di Scott, George Town divenne il capoluogo della contea. Il suo nome fu formalmente cambiato in Georgetown nel 1846.
La contea sviluppò un'economia agricola, poiché faceva parte della fertile regione di Bluegrass. I piantatori coltivavano tabacco e canapa e allevavano bestiame da sangue, inclusi cavalli da corsa purosangue, bovini e pecore. Durante la guerra civile, il Kentucky rimase nell'Unione. Georgetown fu razziata dal generale confederato John Hunt Morgan due volte, una il 15 luglio 1862 e la seconda il 10 luglio 1864.
Dopo la guerra, la città divenne un nodo ferroviario, collegata alla Cincinnati Southern, alla Louisville Southern e alla Frankfort & Cincinnati. L'ultima era considerata la "via del whisky" e trasportava gran parte del bourbon della regione ai mercati lungo il fiume Ohio.
Nel 1896 fu fondata un'accademia femminile dalle suore cattoliche della Visitazione. La scuola è stata chiusa nel 1987 ed è stata adattata come Centro Cardome. In precedenza fungeva da centro comunitario per la città di Georgetown, ma è stato acquistato dalla diocesi cattolica di Lexington nel 2019.

### Dal XX secolo ad oggi
Per tutto il 20 ° secolo, Georgetown è stata in transizione da un'economia basata principalmente sull'agricoltura, a una mescolanza di produzione, piccole imprese e fattoria di famiglia. Durante gli anni '60, la costruzione dell'Interstate 75 collocò la città su una delle autostrade più trafficate della nazione. La scelta di Georgetown come sede della Toyota Motor Manufacturing Kentucky nel 1985 ha determinato il più grande periodo di crescita nella storia della città.
La storica Ward Hall, ora sede della Ward Hall Preservation Foundation, si trova appena fuori Georgetown. Ward Hall era la residenza estiva di Junius Ward. La casa rappresenta l'apice del periodo dell'architettura del revival greco nel Kentucky ed è elencata nel registro nazionale dei luoghi storici (NRHP).
La sezione degli affari di Georgetown ha un quartiere storico noto come Oxford Historic District. È anche elencato sul NRHP.

## Geografia fisica

### Territorio
Georgetown si trova a 38 ° 12'52 "N 84 ° 33' 20" W (38.214542, -84.555496). La città si trova a nord di Lexington nella regione di Bluegrass dello stato. Le principali autostrade che attraversano la città includono Interstate 75 e US Routes 25, 62 e 460. Numerose autostrade statali attraversano la città. La I-75 corre a est del centro, con accesso dalle uscite 125, 126, 127 e 129. Via I-75, il centro di Lexington è a 16 miglia (26 km) a sud e Cincinnati, Ohio è a 69 miglia (111 km) nord. La US 25 attraversa il centro della città, conducendo a sud di Lexington ea nord di 35 km a Corinto. La US 62 corre lungo la parte meridionale e orientale della città come una tangenziale, portando a nord-est 21 miglia (34 km) a Cynthiana e sud-ovest 11 miglia (18 km) a Midway. La US 460 corre da est a ovest attraverso la città, portando a est 17 miglia (27 km) a Parigi ea ovest 18 miglia (29 km) a Francoforte, la capitale dello stato.
Secondo lo United States Census Bureau, la città ha un'area totale di 15,85 miglia quadrate (41 km2), tutta terra.

### Clima
Georgetown ha un clima subtropicale umido (Köppen Cfa), con estati calde e inverni moderatamente freddi. Le precipitazioni sono relativamente ben distribuite (sebbene la tarda primavera e i mesi estivi siano in genere più piovosi), con una media di 45,28 pollici (1150 mm).

## Evoluzione demografica

### Censimento 2010
A partire dal censimento degli Stati Uniti del 2010, c'erano 29.098 persone 10.733 famiglie e 7.452 famiglie in città. La densità di popolazione era di 1.836,4 per miglio quadrato (709,0/km2). C'erano 11.957 unità abitative. La composizione razziale della città era l'87,5% di bianchi, il 7,0% di afroamericani, lo 0,3% di nativi americani, l'1,2% di asiatici, lo 0,0% di isolani del Pacifico, l'1,9% di altre razze e il 2,1% di due o più razze. Ispanici o latini di qualsiasi razza erano il 4,3% della popolazione. Secondo il censimento del 2010, Georgetown è la nona città del Kentucky.
C'erano 10.733 famiglie, di cui il 38,1% aveva figli di età inferiore ai 18 anni che vivevano con loro, il 49,6% erano coppie sposate che vivevano insieme, il 14,9% aveva una donna capofamiglia senza marito presente e il 30,6% erano non famiglie. Il 24,9% di tutte le famiglie era composto da individui e il 6,6% aveva qualcuno che viveva da solo di 65 anni o più. La dimensione media della famiglia era 2,59 e la dimensione media della famiglia era 3,09.
La distribuzione per età era del 27,9% sotto i 18 anni e dell'8,3% con 65 anni o più. L'età media era di 31,7 anni. Il reddito medio di una famiglia in città era di 51692 $. Il reddito pro capite per la città era di 24376 $. Circa il 13,9% della popolazione era al di sotto della soglia di povertà.

## Educazione
Il Georgetown College è un college privato di arti liberali situato nel centro di Georgetown. Baptist Seminary del Kentucky è un seminario a Georgetown.
L'istruzione pubblica a Georgetown e nella contea di Scott consiste in un centro prescolare che serve studenti con bisogni speciali e studenti economicamente a rischio di età compresa tra 3 e 5 anni, nove scuole elementari (classi K-5), tre scuole medie (classi 6-8) e due scuole superiori (gradi 9-12). Queste scuole fanno tutte parte del sistema Scott County Schools. I piani erano in corso per una scuola superiore e una scuola media aggiuntive entro i limiti della città durante gli anni 2010 a causa dell'espansione della popolazione. Il distretto ha scelto di non costruire una nuova scuola media, optando invece per espandere una delle sue tre scuole medie esistenti, ma ha aperto una nuova scuola superiore e una nuova scuola elementare nel 2019. La Scott County High School ospita anche una scuola separata (sebbene ancora collegata) ala per gli studenti del nono grado, chiamata Ninth Grade Center, che è stata sviluppata per facilitare il passaggio degli studenti tra la scuola media e la scuola superiore. La Elkhorn Crossing School, che era stata un campus distaccato della Scott County High prima dell'apertura del 2019 della Great Crossing High School, offre ad alcuni studenti del secondo anno e junior di entrambe le scuole superiori un curriculum che integra discipline accademiche e professionali. Un'altra caratteristica unica, la scuola alternativa, fa anche parte del complesso educativo della Scott County High School. La scuola alternativa si sforza di educare gli studenti che potrebbero avere difficoltà in un normale contesto scolastico (ad esempio, quelli con problemi disciplinari o di altro tipo).
Le scuole pubbliche situate all'interno di Georgetown e Scott County includono:
- Creekside Elementary School
- Garth Elementare
- Elementare del Nord
- Elementare del sud
- Elementare Orientale
- Elementare occidentale
- Anne Mason elementare
- Stampaggio a terra elementare
- Macina Limoni Elementare
- Scuola media Royal Spring
- Scuola media di Georgetown
- Scuola media della contea di Scott
- Liceo Great Crossing
- Scott County High School
- Phoenix Horizon Academy

L'istruzione privata a Georgetown e nella contea di Scott comprende la scuola elementare e media di St. John, la scuola elementare e media della Providence Christian Academy e la scuola elementare Keystone Montessori.
Georgetown ha una biblioteca, la Scott County Public Library.